# Stazione di Heerhugowaard
Heerhugowaard, è una stazione ferroviaria passante di superficie a tre binari sulle linee ferroviarie Den Helder-Amsterdam e Alkmaar-Hoorn nella città di Heerhugowaard, Paesi Bassi.